# Cot Peutano
Cot Peutano is een bestuurslaag in het regentschap Aceh Besar van de provincie Atjeh, Indonesië. Cot Peutano telt 401 inwoners (volkstelling 2010).